# NGC 180
Az NGC 180 egy spirálgalaxis az Pisces (Halak) csillagképben.

## Felfedezése
Az NGC 180 galaxist William Herschel fedezte fel 1790. december 29-én.

## Tudományos adatok
A galaxis 5 281 km/s sebességgel távolodik tőlünk.